# El Bruto, der Starke
El Bruto, der Starke (Originaltitel: El Bruto) ist ein mexikanischer Film von Luis Buñuel aus dem Jahre 1952.

## Handlung
Der Grundbesitzer Andrés Cabrera will seine Mieter loswerden, um das Grundstück gewinnbringend zu verkaufen. Doch Carmelo González gelingt es, die Mieter zu organisieren und gemeinsam wehren sie sich gegen die Vertreibung. Darauf heuert Cabrera den ihm schon lange persönlich bekannten Schlachthausarbeiter Pedro, auch „El Bruto“ (der Rohling) genannt, an, um die Mieter einzuschüchtern. Gleichzeitig macht Cabreras Frau Paloma dem kräftigen Mann sexuelle Avancen und geht ein Abenteuer mit ihm ein. Eines Nachts macht Pedro sich auf den Weg in die Siedlung und erschlägt unabsichtlich Carmelo. Die Sache verkompliziert sich, als Pedro bald darauf Carmelos Tochter Meche kennenlernt und sich in sie verliebt. Denn die eifersüchtige Paloma will sich jetzt an Pedro rächen und erzählt ihrem Mann, von Pedro vergewaltigt worden zu sein. Bei einer Auseinandersetzung zwischen den beiden früheren Weggefährten kommt Cabrera ums Leben. Schließlich wird Pedro von der Polizei erschossen.

## Hintergrund
Weil der Produzent Buñuel das von ihm in Zusammenarbeit mit Alcoriza verfasste Drehbuch erheblich umschreiben ließ, lässt sich die ursprünglich vorgesehene Handlung nicht mehr nachvollziehen. Es gilt aber als sicher, dass die beiden Co-Autoren, die in gemeinsamer Arbeit bereits das Drehbuch zu dem Film Die Vergessenen geschrieben hatten, eine Art Fortsetzung ihres ersten Projektes planten. Dies wird unter anderem an den Rollen von Pedro und Meche ersichtlich, die in beiden Filmen zu den Hauptakteuren gehören.

## Kritik
Das Lexikon des internationalen Films urteilte, der Film sei eine „pessimistisch getönte Ballade, deren sozialkritische Dimension von einer melodramatischen Liebesgeschichte überdeckt“ werde.